# Mount Guiting-guiting Natural Park
Der Mount Guiting-guiting Natural Park ist ein philippinisches Naturschutzgebiet. Es liegt im Zentrum der Insel Sibuyan in der Provinz Romblon und umfasst eine Fläche von 157 km².

## Geschichte des Parks
Das Naturschutzgebiet  wurde am  20. Februar 1996 mit dem Präsidentenerlass 746 eingerichtet. Er trägt den Namen des höchsten Gipfels des Sibuyan-Inselgebirges, des Guiting-guiting, der eine Höhe von 2058 m über dem Meeresspiegel erreicht. Die Schreibweise in der einheimischen Sprache Ilongo lautet Guitingguitin, was übersetzt „Sägezahn“ bedeutet und auf die Form des Gipfels anspielt.

## Geographie
Das Naturschutzgebiet   umfasst die vier hohen Gipfel der Insel, den Berg Nailog (811 m) im Nordwesten, den Guiting-guiting (2058 m), den Sibuyan (2050 m), beide im Zentrum, und den Conico (1224 m) im Südosten. Die Flanken des Inselgebirges sind sehr steil und teilweise für Menschen nicht begehbar. Im Nationalpark liegen die Quellen der Flüsse Pauala, Dulangan, Agutay, Campalong und Canloay.

## Geologie
Die Insel Sibuyan entstand bei dem Zusammenstoß zweier geotektonischer Kleinstplatten, der Palawan-Platte und der Philippinischen Platte, die den Archipel der Romblonen aus dem Meer emporhob. Der Großteil der Insel im Zentrum besteht aus Ophiolith-Gestein, der östliche Teil besteht aus metamorphen Gesteinen und der Nordwesten aus vulkanischen Basalten. Der Küstenbereich im Norden und Süden der Insel besteht aus Schwemmsanden und Sedimentgestein.

## Flora und Fauna
Das Naturschutzgebiet bedeckt ca. 140 km² Wälder, welche ca. 33 % der Landfläche der Insel ausmachen. Der Schutz dieser Waldflächen war das vorrangige Ziel bei der Errichtung des Naturschutzgebiets. Es werden insgesamt 4 Vegetationszonen am Guiting-guiting beschrieben: Flachlandregenwald bestehend aus Flügelfruchtgewächsen bedeckt ein Höhenband von 200 bis 900 Meter über dem Meeresspiegel. Diesem folgt ein Bergwald oberhalb von 700 Meter über dem Meeresspiegel, gefolgt von Bergregenwald und Heide. In der Gipfelregion des Guiting-guiting und des Sibuyan erstreckt sich ein ausgedehntes Grasland.
Im Bereich des Naturschutzgebiets wurden insgesamt 54 endemische Pflanzenarten entdeckt. Es leben keine größeren Säugetiere auf Sibuyan. Es kommen nur eine Art der Fruchtfledermaus, eine Art der Röhrennasenflughunde und vier Nagetierarten vor. Die Vogelfauna umfasst Bestände der Philippinenente, des Rotnackenliests (Todiramphus winchelli), des  Himmelsschnäppers (Hypothymis coelestis) und der Gefleckten Fruchttaube (Ducula carola).